# Henricus Habraken
Henricus Habraken (Woensel, 17 juni 1767 - Eindhoven, 21 april 1837) is een voormalig burgemeester van de Nederlandse stad Eindhoven. 
Habraken (ook Haebraeken gespeld) werd geboren als zoon van burgemeester Hendrik Habraken en Maria de Greef. 
In 1802 en 1803 was hij burgemeester van Eindhoven, koopman, linnenfabrikant en in 1837 rentenier.
Hij trouwde te Eindhoven op 28 juni 1801  met Wilhelma van der Heijden, dochter van Emericus van der Heijden en Johanna van Boeckel, geboren te Eindhoven op 7 januari 1765, overleden in Eindhoven op 29 mei 1829. 